# Roy Kellino
Roy Kellino (22 de abril de 1912 – 18 de novembro de 1956) foi um diretor, produtor, ator e diretor de fotografia britânico. Nasceu Philip Roy Gislingham, em Londres, Inglaterra, filho do diretor de cinema mudo W.P. Kellino. Ele dirigiu seu primeiro filme Concerning Mr. Martin em 1937. Foi brevemente casado com a atriz Pamela Mason. O casal divorciou-se em 1940. Foi casado com a atriz Barbara Billingsley de 1953 até à sua morte em 1956, em Los Angeles, Estados Unidos.

## Filmografia selecionada
Diretor
- Concerning Mr. Martin (1937)
- The Last Adventurers (1937)
- I Met a Murderer (1939)
- Guilt Is My Shadow (1950)
- Charade (1953)

Diretor de fotografia
- Foreign Affaires (1935)
- Pot Luck (1936)
- Rhythm in the Air (1936)
- Aren't Men Beasts! (1937)
- Calling All Ma's (1937)
- Convoy (1940)
- Nine Men (1943)
- Johnny Frenchman (1945)

Ator
- Rob Roy (1922)
- The Further Adventures of the Flag Lieutenant (1927)